# Philipp Gerlach

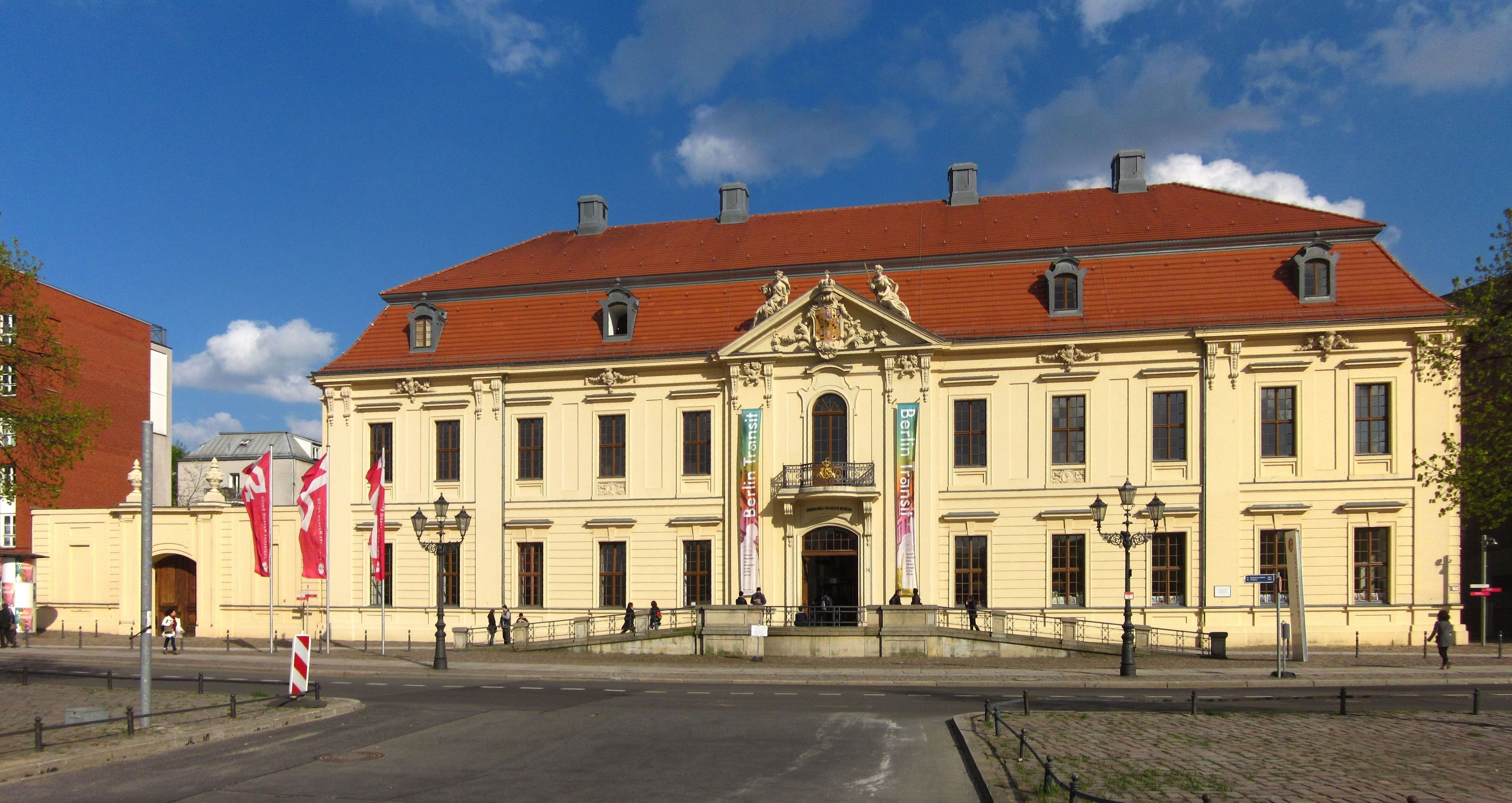
Kollegienhaus obecnie Muzeum Żydowskie w Berlinie

Philipp Gerlach (ur. 24 lipca 1679 w Spandau, zm. 17 września 1748 w Berlinie) – niemiecki architekt.

## Życiorys
Działał na dworze Fryderyka Wilhelma I, 1732–1736 kierował rozbudową dzielnicy Friedrichstadt w Berlinie. Jego głównym dziełem był kościół garnizonowy w Poczdamie zbudowany w latach 1730–1735 (obecnie nieistniejący). W jego pracach widoczne były wpływy francuskiej i niderlandzkiej architektury.